# Гима
Бруну Гимарайнш Пинью Азеведу (порт. Bruno Guimarães Pinho Azevedo, 11 марта 1986, Санта-Мария-да-Фейра), более известный как Гима — португальский футболист, полузащитник.

## Карьера
После обучения в футбольной школе «Фейренсе» он перешёл в любительский клуб «Валекамбренсе», где и началась карьера игрока. Затем Гима вернулся в «Фейренсе» и отыграл там половину сезона. Закончил Гима сезон 2007/08 в аренде у клуба третьего дивизиона Португалии «Пампилоза».
После двух сезонов проведённых в низших лигах, летом 2010 года игрок перешёл в клуб 1-го дивизиона — «Оливейренсе». Гима забил девять голов за клуб в сезоне 2011/12. В итоге «Оливейренсе» финишировал на 6-й позиции. 7 июля 2012 года Гима подписал двухлетний контракт со словацкой «Жилиной». После пребывания в Словакии вернулся на родину и с января 2013 года играл за свой бывший клуб «Оливейренсе».